# سندرم بنیامین
سندرم بنجامین (آلمانی: Benjamin syndrome) یا کم‌خونی بنجامین یک سندرم مشتمل بر چندین بیماری مادرزادی/کم‌توانی ذهنی (MCA/MR) است.
این سندرم با کم‌خونی هیپوکروم، کم‌توانی ذهنی، چندین نقص جمجمه‌ای-چهره‌ای و چند ناهنجاری دیگر همراه است. این بیماری ممکن است با سوفل قلب، پوسیدگی دندان و تومور طحال همراه باشد.
این سندرم نخستین بار در سال ۱۹۱۱ میلادی در متون علمی پزشکی شرح داده شده‌است. سایر علائم عبارتند از: بزرگی گوش‌ها، دست و پاهای کوچک، تغییرات هیپوپلاستیک استخوان، کاهش فعالیت غدد جنسی و احتمال بروز برخی تومورها.